# دارشکنک گردن‌زنگاری
دارشکنک گردن‌زنگاری (نام علمی: Picumnus fuscus) نام یک گونه از سرده دارشکنک‌ها است.